# STS-60

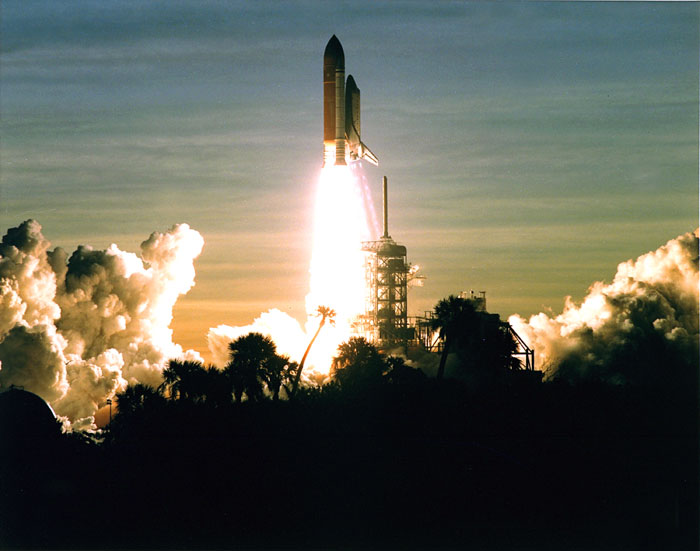
Зліт STS-60

STS-60 — космічний політ шатла «Діскавері» за програмою «Спейс Шаттл». До того ж STS-60 є першим американо-російським космічним польотом і входить до програми «Мир — Шаттл». Основними корисними навантаженнями місії були відокремлюваний супутник WSF і лабораторний модуль «Спейслеб».
Старт шатла за програмою STS-60 повинен був відбутися в листопаді 1993 року, але через перенесення попередньої місії «Дискавері» (через три невдалі спроби старту політ STS-51 розпочався 12 вересня замість 17 липня), політ STS-60 був перенесений на 1994 рік.

## Екіпаж

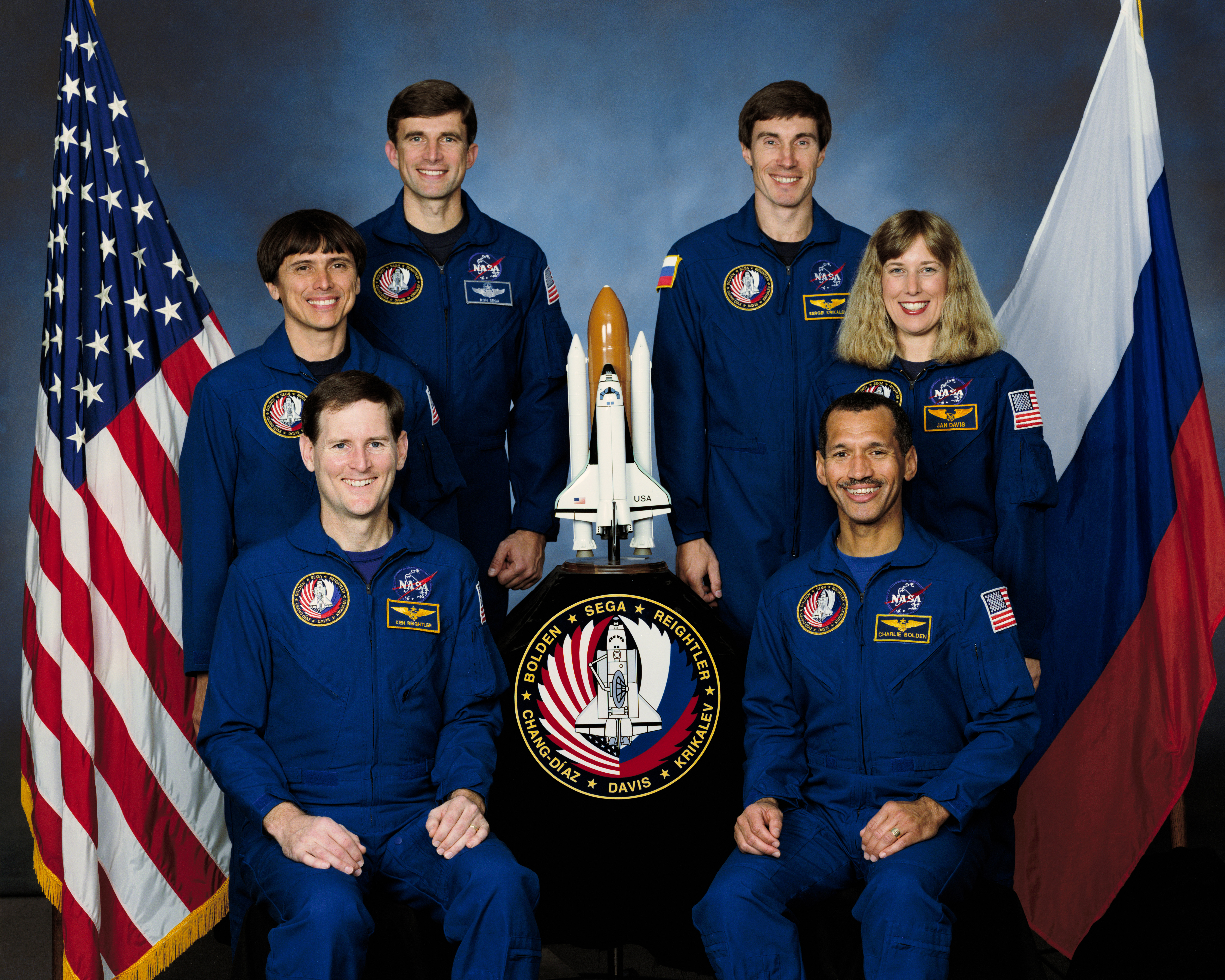
Екіпаж STS-60:(ліворуч-праворуч за год. стрілкою): К. Райтлер, Ф. Чанг-Діаз, Р. Сега, С. Крикальов, Дж. Дейвіс і Ч. Болден

- (НАСА): Чарльз Болден (4) — командир;
- (НАСА): Кеннет Райтлер (2) — пілот;
- (НАСА): Джен Дейвіс (2) — фахівець з програмою польоту — 1;
- (НАСА): Роналд Сега (1) — фахівець з програмою польоту — 2;
- (НАСА): Франклін Чанг-Діаз (англ. Franklin Ramón Chang-Díaz) (4) — фахівець з програмою польоту — 3;
- Федеральне космічне агентство Росії : Сергій Крикальов (3) — фахівець з програмою польоту −4.

16 липня 1992 року на пресконференції в Москві директор НАСА зробив офіційне оголошення, що в польоті STS-60 візьме участь російський космонавт. 29 вересня на засіданні Міжвідомчої комісії як кандидати були відібрані космонавти Сергій Костянтинович Крикальов і Володимир Георгійович Титов, і 1 листопада відправлені на підготовку в Х'юстон (у Космічний центр імені Ліндона Джонсона), до якої приступили вже 5 листопада 1992 року.

## Особливості програми польоту
До основних завдань експедиції STS-60, крім кількох наукових експериментів, належали експерименти за міжнародною програмою «ОДЕРАКС», спрямованої на виявлення малорозмірних космічних об'єктів і калібруванню радарів і оптичних засобів з метою відстеження космічного сміття, запуск супутника WCF і роботи з модулем Спейсхеб.
Відокремлюваний супутник (англ. Wake Shield Facility) призначений для вирощування тонких плівок (підкладок) з напівпровідникового матеріалу методом молекулярно — пучкової епітаксії в умовах надзвичайної чистоти довкілля і високоякісного (приблизно в 10 000 разів вище, ніж у земних лабораторіях) вакууму. Апарат був прототипом майбутніх установок з виробництва матеріалів для мікроелектроніки, і оскільки на Землі високий вакуум важкодосяжний, експеримент був спрямований на спробу винести установку у відкритий космос (і отримати сім зразків тонкоплівкової підкладки).[джерело?]

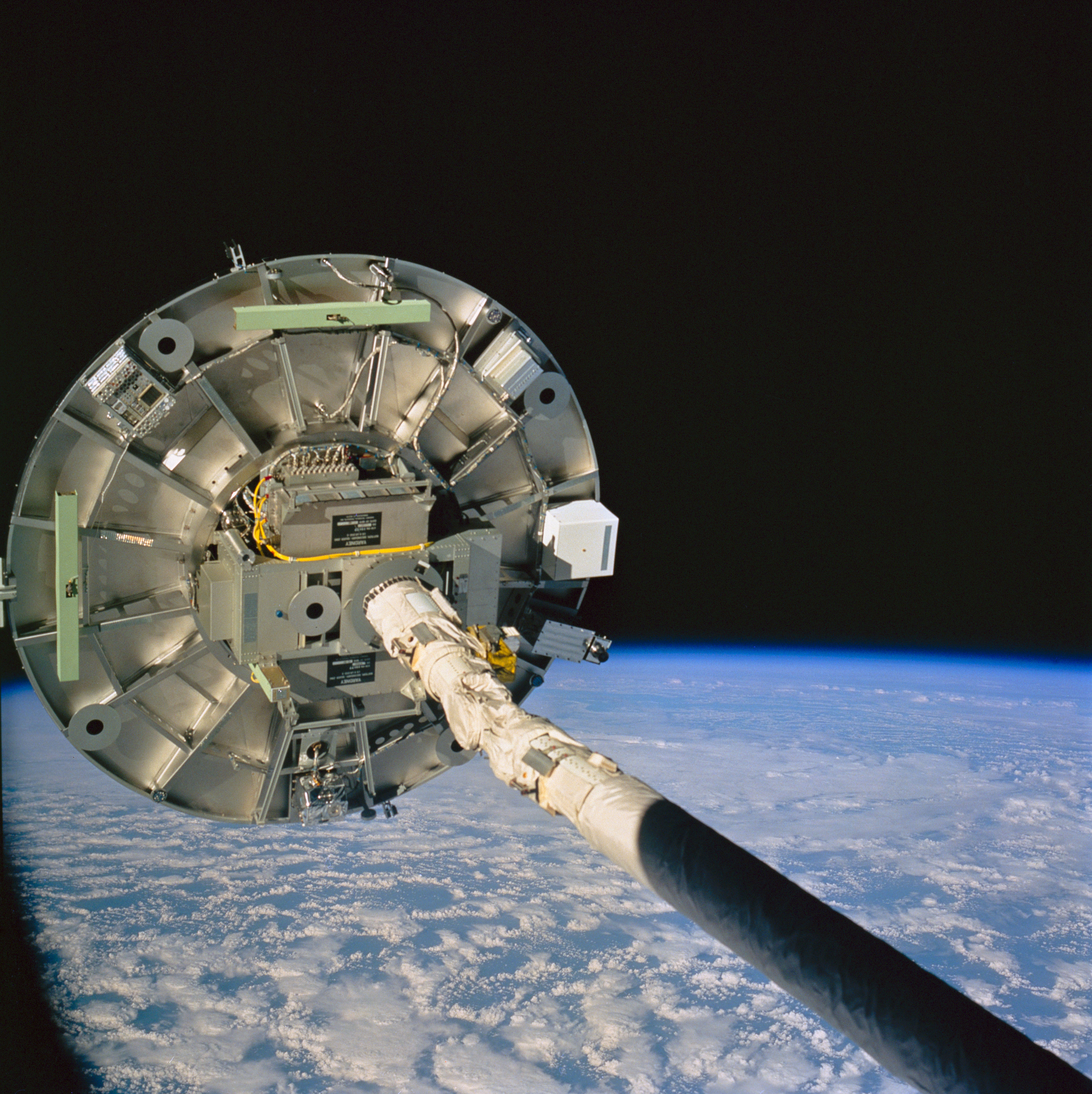
Відокремлюваний супутник «WCF» на кінці дистанційного маніпулятора (Wake Shield Facility)

Експедиція STS-60 була другим польотом, де використовувався комерційний лабораторний модуль «Спейсхеб». У лабораторії були розміщені 12 експериментів у галузі біологічних досліджень і мікрогравітації, підготовлені центрами комерційних розробок НАСА.

## Емблема
На емблемі STS-60 зображений шаттл «Діскавері» в обрамленні стилізованих прапорів Росії і США, що символізують партнерство двох країн та їх членів екіпажу в першому спільному польоті. У відсіку корисного навантаження видно лабораторний модуль «Спейсхеб», а автономний супутник WSF (на кінці дистанційного маніпулятора) зображений у центрі композиції.